# John Nixon (Künstler)
John Nixon (* 13. Dezember 1949 in Sydney; † 18. August 2020 in Melbourne) war ein australischer Maler.

## Leben und Werk
John Nixon wurde 1949 in Sydney geboren. Er studierte in den Jahren 1967 und 1968 am Preston Institute of Technology (PIT) und ab 1969 an der National Gallery of Victoria Art School und am State College of Victoria. 1970 erhielt er das Diplom für Kunst und Pädagogik.
Nixons Malerei wird der Richtung Konkrete Kunst zugeordnet. Auf Ausstellungen wurde John Nixons Werk unter anderem mit Werken von Imants Tillers, Mike Parr, Stephen Bambury, Jenny Watson, Robert MacPherson, Mladen Stilinović, Ian Anull, Lindy Lee, Julian Dashper, Milan Mrkusich, Marco Fusinato und Peter Kennedy gezeigt.
John Nixon lebte und arbeitete in Melbourne. Er starb dort am 18. August 2020 im Alter von 70 Jahren.

## Ausstellungen (Auswahl)

### Einzelausstellungen
- 2017: various works 2013–2017, Museum gegenstandsfreier Kunst, Otterndorf
- 2001: Works 1968 –2000, Stiftung für konkrete Kunst, Reutlingen
- 2000: EPW:O, Städtisches Kunstmuseum, Singen
- 1996: Project, Haus der Kunst, München

### Gruppenausstellungen
- 2009: Private View, Städtische Galerie, Villingen-Schwenningen
- 2008: Australia – Contemporary Non-objective Art, Museum im Kulturspeicher, Würzburg
- 2008: Kunsthalle Dominikanerkirche, Osnabrück
- 2007: Gesellschaft für Kunst und Gestaltung e.V. und Raum 2810, Bonn
- 2006: Abstract Art Now – Strictly Geometrical? Wilhelm-Hack-Museum, Ludwigshafen am Rhein[6]
- 2006: Additiv Parallel Synchron, Stiftung für konkrete Kunst, Reutlingen
- 2005: Offene Ateliers, Atelierhaus des Bonner Kunstvereins, Bonn
- 2003: Daimler Kunstsammlung, Museum für Neue Kunst im ZKM, Karlsruhe
- 2002: Minimalist + After, Daimlerchrysler Contemporary, Berlin
- 1982: documenta 7, Kassel[7]

## Auszeichnungen
- 2001/02: Australian Council Fellowship Award
- 1999: Clemenger Contemporary Art Award, Melbourne